# Monselice
Monselice (velenceiül Monséłexe) település Olaszországban, Veneto régióban, Padova megyében. Lakosainak száma 17 220 fő (2023. január 1.). Monselice Baone, Battaglia Terme, Galzignano Terme, Pozzonovo, Sant’Elena, Solesino, Arquà Petrarca, San Pietro Viminario, Este, Pernumia és Tribano községekkel határos.

## Népesség
A település lakossága az elmúlt években az alábbi módon változott:
| Lakosok száma | 17 616 | 17 572 | 17 220 |
|               | 2017   | 2018   | 2023   |